# Unione Sportiva Imperia 1937-1938
Questa voce raccoglie le informazioni riguardanti l'Unione Sportiva Imperia nelle competizioni ufficiali della stagione 1937-1938.

## Rosa
| N. |                   | Ruolo | Calciatore         |
| -- | ----------------- | ----- | ------------------ |
|    | Italia (bandiera) |       | Aldo Biancheri     |
|    | Italia (bandiera) | C     | Egidio Cassini     |
|    | Italia (bandiera) | D     | Giovanni Chiesa    |
|    | Italia (bandiera) | D     | Sergio Coletti     |
|    | Italia (bandiera) | A     | Martino De Maurizi |
|    | Italia (bandiera) | C     | Enrico Gallina     |
|    | Italia (bandiera) | C     | Ugo Gazzari        |
|    | Italia (bandiera) | C     | Angelo Lagorio     |
|    | Italia (bandiera) | D     | Umberto Lena       |

| N. |                   | Ruolo | Calciatore           |
| -- | ----------------- | ----- | -------------------- |
|    | Italia (bandiera) |       | Alberto Mancastroppa |
|    | Italia (bandiera) | A     | Giovanni Mantero     |
|    | Italia (bandiera) | C     | Teresio Piana        |
|    | Italia (bandiera) | D     | Mario Puppo          |
|    | Italia (bandiera) | C     | Carlo Riolfo         |
|    | Italia (bandiera) |       | Aldo Saracco         |
|    | Italia (bandiera) |       | Bruno Sculli         |
|    | Italia (bandiera) | P     | Teresio Signori      |
|    | Italia (bandiera) | D     | Giuseppe Spigno      |